# Палац Бенрат

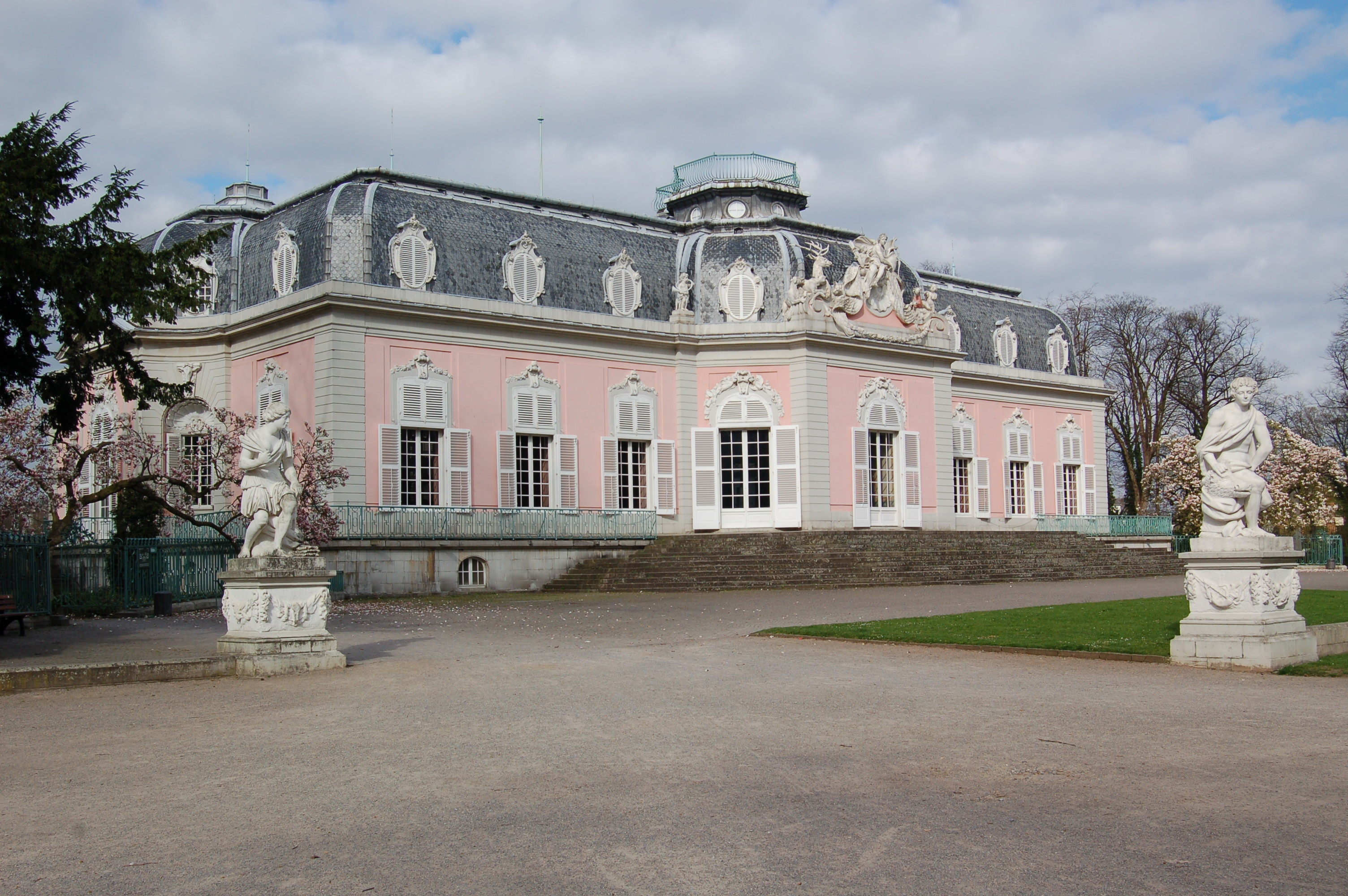
Вид палацу з боку парку Бенрат

51°09′40″ пн. ш. 6°52′14″ сх. д. / 51.161029833333° пн. ш. 6.8705698333333° сх. д.
Зáмок Бéнрат (нім. Schloss Benrath) — палац з підсобними флігелями в стилі рококо, що розташований в адміністративному районі Бенрат на півдні Дюссельдорфа, на березі Рейну. З 1929 року — музей.
Парк, палац і супутні споруди були побудовані з волі курфюрста Пфальца і Баварії Карла-Теодора (1724—1799) ландшафтним архітектором Ніколя де Пігажем (1723—1796). Споруда, будівництво якої розпочалось у 1755 році в стилі рококо, була завершена тільки в 1770 році; закінчений палац вже мав властиві для того часу риси раннього класицизму.
Парк має обриси правильного квадрата. Він виходить безпосередньо до берега Рейну, але головні споруди зведені далеко від річки. З північного заходу до парку примикає штучний круглий ставок, на березі якого збудовано півколо представницьких споруд — головна будівля палацу (корделож, фр. Corps de Logis) і два бічних флігелі. У палаці розташовувалися квартири курфюрста і його дружини; до нього примикали невеликі «особисті парки» найвищих осіб. Бічні флігелі — «кавалерські будинки» — призначалися для свити.

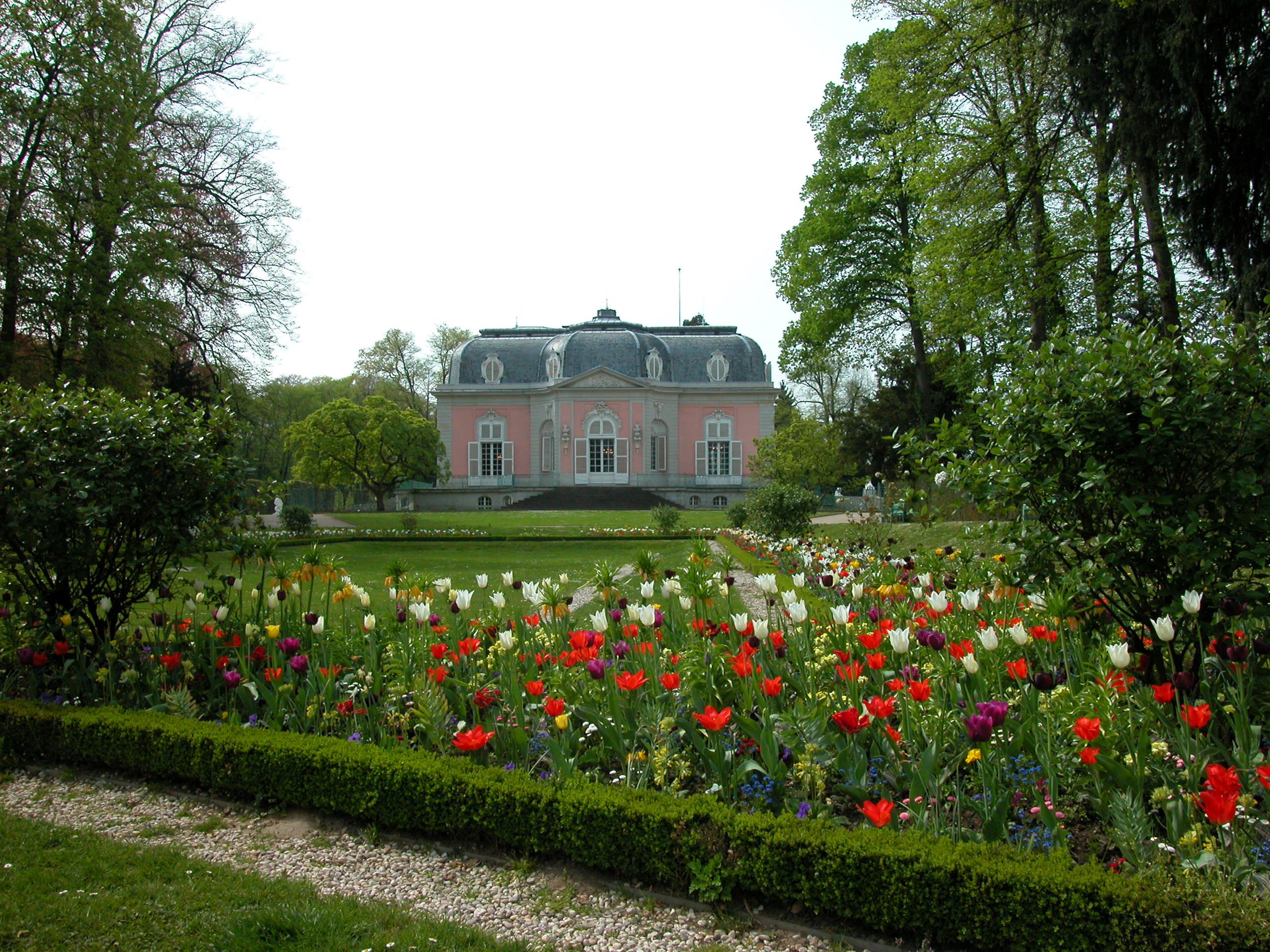
Палац навесні

Кухня в західному крилі з'єднувалася з палацом підземним тунелем. На південь від палацу стоять так звані «оранжереї», де зимували численні тропічні дерева в діжках, які прикрашали влітку доріжки парку, а нині розташовується районна бібліотека та кілька інших установ. Всередині парку — штучний канал, частково засипаний в XIX столітті.
У 2002 році була завершена реставрація парку, як його парадної частини, так і господарської: городів, які колись поставляли зелень до двору.
У будівлях палацу Бенрат розташовуються:
- Музей природної історії — в західному флігелі. Відкритий в 1929 році.
- Музей європейського паркового мистецтва — в східному флігелі. Відкритий 19 квітня 2000 року.
- Власне в палаці в літній період кілька разів на день проводяться оглядові та тематичні екскурсії.
- Раніше в палаці розташовувалася Бенратська Палацова гімназія.